# Konrad Stäheli
Konrad Stäheli (Egnach, 17 dicembre 1866 – San Gallo, 5 novembre 1931) è stato un tiratore a segno svizzero.

## Categoria
Per molto tempo è stato l'atleta vincitore del maggior numero di medaglie d'oro ai mondiali, ventisei, tra tutti gli sport. Tale primato è stato eguagliato solamente dal nuotatore Michael Phelps ai campionati mondiali del 2011 a Shanghai.

## Palmarès
Olimpiadi
- Parigi 1900:

Mondiali